# Euphorbia tetragona
Euphorbia tetragona är en törelväxtart som beskrevs av Adrian Hardy Haworth. Euphorbia tetragona ingår i släktet törlar, och familjen törelväxter. Inga underarter finns listade i Catalogue of Life.